# Lundsbergs skola
Lundsbergs skola är en privat internatskola grundad 1896 av affärsmannen William Olsson med inspiration från de klassiska pojkinternaten i Storbritannien.
Skolan har varit ett av Sveriges tre riksinternat. Den ägs och drivs av Stiftelsen Lundsbergs skola. Den är belägen ett tiotal kilometer norr om Kristinehamn, i orten Lundsberg i Storfors kommun. Vidare utmärker sig skolan med en hög andel elever med överklassbakgrund.
Skolan har också varit föremål för ett flertal granskningar, vilka uppmärksammats medialt. År 2013 fick skolan stängas eftersom elever bränt varandra med strykjärn. Skolan hade hösten 2019 ungefär 230 elever. Läsårsavgiften uppgick år 2021 till 285 000 kronor för svenska medborgare och 385 000 kronor för utländska medborgare.
Skolan har sex elevhem i bruk, varav tre för pojkar och tre för flickor. Sedan starten 1896 har många personer med betydande positioner i samhället genomgått Lundsbergs skola, bland andra märks ett flertal medlemmar av den kungliga ätten Bernadotte.

## Historia

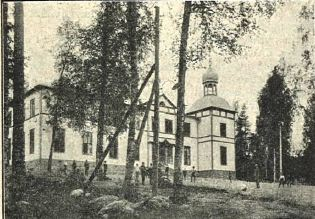
Det tidigare skolhuset, 1905

Skolan grundades den 30 januari 1896 av affärsmannen William Olsson med inspiration från de klassiska pojkinternaten i Storbritannien. Flera av dessa präglades i likhet med Lundsberg vid denna tid av idealen om att utbilda landets framtida makthavare genom en religiös fostran i en spartanskt lantlig miljö. Vad gäller den brittiska tanken om universitetsförberedande skola så var Olsson istället inriktad mot att lära eleverna arbeta. Ursprungligen var utbildningen avsedd att motsvara realskolan. År 1904 utökades skolplanen med gymnasium, och 1908 fick man rätt att förrätta studentexamen. Under förkrigstidens Sverige beskrevs skolan som en av landets mest pedagogiskt progressiva, med också ett karaktärsdanande fokus utanför klassrummet och efter skoltid.
Fram till 1907 ägdes skolan av Lundsbergs AB men överläts därefter till stiftelsen Lundsbergs skola, vars styrelse idag består av före detta elever, anställda samt målsmän till elever som går på skolan. I stiftelsens inledande paragraf från 1919 stod att Lundsbergs skola [...] i sin verksamhet ytterst bör ledas av kristen, evangelisk uppfattning. Idag är den ändrad till Stiftelsens syfte är att driva och vidareutveckla Lundsbergs skola i demokratisk anda och på kristen grund. Skolan motto är Mens sana in corpore sano ("En sund själ i en sund kropp") och dess färger grönt och vitt.
Skolan inrymdes inledningsvis i Lundsbergs herrgård, men allt eftersom elevantalet ökade tillkom byggnader för lärare, sjukstuga och elevhem. Nuvarande skolbyggnaden uppfördes 1906–1907 efter arkitekt Erik Lallerstedts ritningar. Genom en donation restes 1929–1930 den intilliggande Lundsbergs kyrka som ritats av Bror Almquist.
År 1913 upprättades ett tromannaråd för eleverna. Vid varje elevhem utsågs en troman, vilken valdes av skolledningen främst på grundval av sin förmåga att föregå med gott exempel. Rådet innebar att eleverna uppnådde självstyre på ett antal områden.

## Kontroverser
Skolan blev i november 2011 polisanmäld av Statens skolinspektion då det misstänktes ha förekommit grova missförhållanden och våld på skolan. Misstankarna gällde pennalism i form av misshandel, olaga hot och olaga tvång mot minderårig. Polisanmälan lades senare ned.[källa behövs] I april 2013 bedömde Skolinspektionen att skolan genomfört de förändringar som krävdes varvid myndigheten avslutade sin tillsyn samtidigt som man beslutade att inte gå vidare med föreläggandet om vite.  I augusti 2013 uppdagades en händelse vid så kallad nollning, då två elever fick brännskador av strykjärn. Kort därefter belade Skolinspektionen Lundsberg med ett tillfälligt verksamhetsförbud. I samband med detta sparkade skolans styrelse rektorn Staffan Hörnberg med omedelbar verkan och ställde sina styrelseplatser till förfogande. Lundsberg överklagade Skolinspektionens beslut som gick hela vägen till Högsta förvaltningsdomstolen (HFD 2014 ref 47). Domstolen konstaterade att Skolinspektionen hade haft behörighet att besluta om ingripanden då inspektionen hade tillsynsrätt över skolverksamheten när den bedrevs utanför den vanliga skoldagen. Två elever dömdes till vållande till kroppsskada, övriga frikändes.

## Elevhemmen
Skolan har haft åtta elevhem varav sex är i bruk, Herrgården, Klätten, Forest Hill, Gransäter, Björke och Skogshult.

### Berga
Togs i bruk 1924.1942 blev Berga rektorsbostad och eleverna flyttade till Skogshult.

### Björke

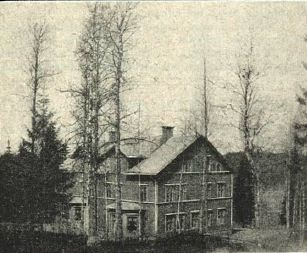
Björke, 1905.

Färdigställt 1899 och skolans tredje elevhem.

### Forest Hill
Färdigställt 1898. Namnet valdes på förslag från grundaren William Olssons syster Mary Cooper.

Från och med 2019 tillhör även Skogshults gamla annex Forest Hill under namnet Lilla Hill.

### Gransäter
Färdigställt 1902. Gransäter kallas ibland för "Kungliga Gransäter" då både prins Gustaf Adolf (från 1918 till 1924) och prins Sigvard Bernadotte (från 1918 till 1926) bodde där.

### Herrgården
Lundsbergs skola startade år 1896 med fyra elever på Herrgården, vilket gör den till skolans äldsta byggnad. Herrgårdens matsal Kavaljeren har anor från 1700-talet. Prins Bertil bodde på Herrgården från 1926 till 1930. När Misba stängdes, flyttades alla därifrån till Herrgården.

### Klätten
Klätten färdigställdes 1953 och invigdes av den tidigare studenten prins Bertil den 10 september samma år.

### Misba
Togs i bruk 1912 (senare stängt - eleverna flyttade till Herrgården).

### Skogshult
Färdigställt 1913 och då avsett som pojkhem. Bland alumnerna kan nämnas prins Carl Philip som bodde på Skogshult 1996–1999. År 1985 tillkom ett annex som då var avsett för flickor.

## Idrott
Mellan de sex hemmen sker idrottstävlingar om olika idrottspriser. Flickor och pojkar tävlar hemvis om de olika vandringspriserna. Det finns både junior- och seniorvandringspris. De idrotter som utkämpas på Lundsbergs skola är bland annat badminton, basket, bordtennis, fotboll, friidrott, innebandy, längdskidåkning, rodd, skytte, terränglöpning och volleyboll. Det sker även idrottstävlingar genom Sveriges Internat- och Privatskolors Idrottsorganisation, SIPSI, som förutom Lundsbergs skola utgörs av Enskilda gymnasiet, Grennaskolan, Sigtunaskolan Humanistiska Läroverket och Viktor Rydberg Gymnasium.

## Rektorer
Lundsbergs skola har haft följande rektorer sedan starten:

- 1896–1922: Frits Danielsson
- 1922–1942: Einar Gauffin
- 1942–1960: Martin Lindström
- 1960–1986: Per Henningsson[29]
- 1986–1988: Göran Malmeström
- 1988–1995: Hans G. Helén
- 1995–1999: Anders Lundin
- 1999–2000: Rune Svaninger
- 2000–2001: Reidar Rönnecke
- 2001–2004: Jan Peterson
- 2004–2013: Staffan Hörnberg
- 2013–2014: Ann Kabo, tillförordnad från september 2013
- 2014–2014: Michael Lisberg[30]
- 2014–2018: Johan Harryson[31]
- 2018–2019: Christer Carlsson
- 2019- : Peter Morfeldt

Stefan Kristoffersen, som upprepade gånger citerats som tidigare rektor vid Lundsbergs skola, och som starkt kritiserat skolan, hade enligt Aftonbladet 3 juni 2000 tjänst som biträdande rektor.

## Några före detta elever
- Prins Bertil[34]
- Prins Carl Philip[34]
- Prins Gustaf Adolf[34]
- Anna av Bayern
- Carl Johan Bernadotte[35]
- Sigvard Bernadotte[34] (designade kyrkfönstret på skolan)
- Natasha Illum Berg[36]
- Torsten Björck
- Louise Boije af Gennäs[34]
- Gustaf Cavallius
- Jan Boris-Möller[37] (1970–76)
- Lars De Geer[34]
- Jan de Jounge
- Fredrik af Klercker[34]
- Christian von Koenigsegg[38]
- Sven Lindberg[34]
- Gösta af Petersens
- Johan Rabaeus[39] (1961–65)
- Carl Fredrik Reuterswärd[34]
- Carl Gustaf von Rosen[34]
- Michael Treschow[34]
- Bleckert Wachtmeister
- Ian Wachtmeister[37] (1943–51)
- Nils Wachtmeister
- Shering Wachtmeister
- Tom Wachtmeister[34]
- Peder Wallenberg[34]
- Tage William-Olsson (arkitekt till trafikplatsen Slussen)
- William William-Olsson
- Jan Wirén
- Gunnar O. Westerberg